# 紫血杜鹃
紫血杜鹃（学名：Rhododendron sanguineum var. haemaleum）为杜鹃花科杜鵑花屬下的一个变种。